# Ґеорґіус Аґрікола
Ґе́орґіус Аґрі́кола (лат. Georgius Agricola, справжнє ім'я Ґеорґ Бауер (Павер), нім. Georg Pawer, сучасна форма Georg Bauer; 24 березня 1494 — 21 листопада 1555) — німецький вчений епохи Відродження, філософ, геолог, мінералог, хімік, гірник, металург і лікар, автор першої європейської гірничо-металургійної енциклопедії.

## Біографія
Народився у Глаухау (Саксонія) 24 березня 1494 р. Справжнє ім'я — Ґеорг Бауер, лікар за фахом.
У 1514 році поступив в Лейпцизький університет, який закінчив у 1517 році зі ступенем бакалавра. Протягом 1518–1522 років викладав грецьку та латинську мови у міській школі у Цвіккау, був обраний ректором нововідкритої солдатської школи. У 1522 р. на запрошення свого вчителя проф. П. Месселлануса повернувся у Лейпцизький університет, зайнявся медициною, а в 1523 році переїхав до Італії для занять філософією, медициною і природничими науками, зокрема в університетах Болоньї, Падуї, побував у Венеції, Римі, Флоренції.
У 1527 р. Ґеорґіус Аґрікола обіймає посаду міського лікаря в Йоахімсталі (нині Яхімов, що за 15 км на північ від Карлових Вар, Богемія, Чехія) — на той час центрі гірничорудної та металургійної промисловості регіону. Саме тут починає ґрунтовно цікавитися мінералогією та металургією. Шукає в рудах і мінералах складові для нових ліків. З цією метою відвідує місцеві копальні і плавильні, вивчає відомі на той час грецькі та латинські джерела в гірництві та металургії.

### Друковані праці
Свою першу роботу, присвячену гірничо-металургійному виробництву — «Берманус, або діалог про гірничу справу і металургію» (лат. Bermanus, sive de re metallica) видає у 1530 р. в Базелі. Книга написана у формі діалогу між Берманом — знавцем гірничорудної справи та його друзями — медиком Невієм та Анконом.
У 1531 р. Ґеорґіус Аґрікола переселився в Хемніц, в 1533 році став міським лікарем, а в 1546 році — бургомістром. Разом з тим, він активно продовжує дослідницьку діяльність у мінералогії, гірничій справі. У 1533 р. розпочинає роботу над фундаментальним, енциклопедичним виданням «Про гірничу справу» (лат. De Re Metallica), над яким працює близько 20 років і яке побачило світ у 1556 р., вже після смерті автора (1555, Хемніц).
Але за цей час вчений пише і друкує ще 10 книг, присвячених геології, гірничій справі і металургії. Серед них «Про походження і причини підземних речовин» (лат. De ortu el causis subterraneorum, Базель, 1544), «Про природу того, що витікає із землі» (лат. De natura eorum quae efflunt ex terra, Базель, 1546), «Про природу корисних копалин» (лат. De natura fossilium, Базель, 1546), «Про нові і старі метали» (лат. De veterbus et novis metallis, Базель, 1546), «Про походження того, що знаходиться під землею» (лат. De animantibus subterraneis, Базель, 1549) та інші. Праця «Про природу корисних копалин» (лат. De natura fossilium, Базель, 1546) розглядається як базисна для подальшого розвитку мінералогії.

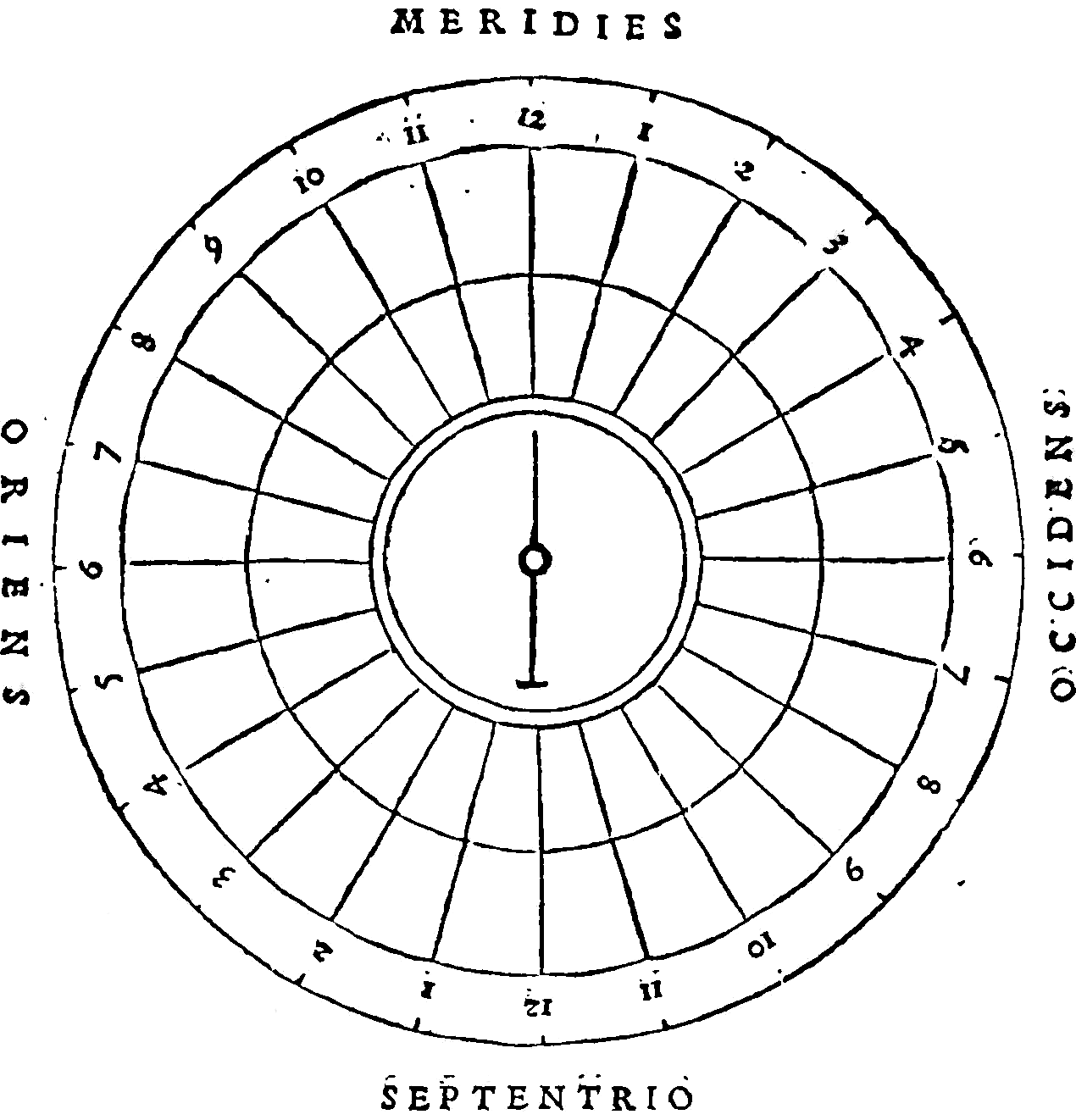
.

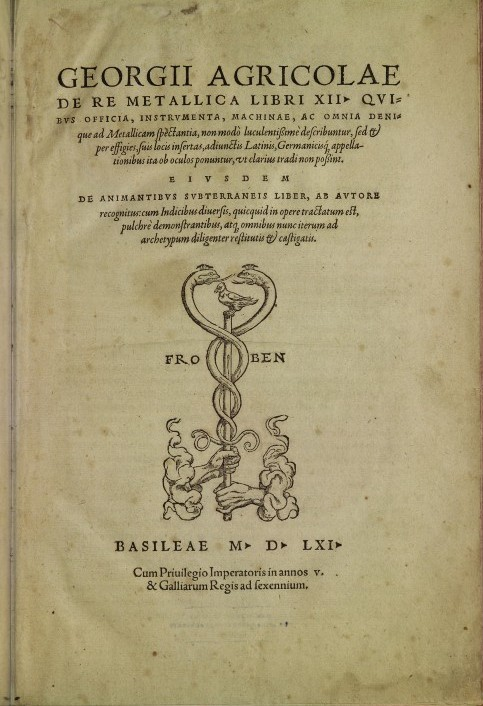
«De Re Metallica»

Книга «Про гірничу справу та металургію» («De Re Metallica») — основоположна праця видатного вченого, яка була закінчена в 1550 р. і вперше опублікована латинською мовою у 1556 р. Ґеорґіус Аґрікола вперше в європейській науці і практиці узагальнив багатовіковий досвід гірничо-металургійного виробництва, розглянув гірництво і металургію починаючи від пошуку і розвідки корисних копалин, опису мінералів, збагачення руд до пробірного мистецтва і металургії. Аґрікола як лікар фахово простежив вплив умов праці на здоров'я гірників. Вивчав лікарські властивості металів та мінералів. Праця Ґ. Аґріколи багато ілюстрована — включає 275 гравюр, на яких зображені гірничопрохідницькі, видобувні, збагачувальні і металургійні процеси, прилади, механізми тощо. Аґрікола вперше розробив основи хімічного аналізу і переробки мідних, срібних та свинцевих руд, першим описав технологію одержання бісмуту.
Численним працям Ґ. Аґріколи судилася щаслива доля. Понад триста років вони були практично основним посібником для гірників та металургів Європи. «De Re Metallica» багато разів перевидавалася: латинською мовою — у 1561 (Basel: Froben), 1621 (Basel: Ludwig König), 1637 (Basel: Emannel König), німецькою мовою — у 1557 (Basel: Froben), 1621 (Basel: Ludwig König), 1778 (Rotenburg), 1928 (ініціатива інженера Oskara von Millera, переклад C. Schiffnera) і 1953 (Düsseldorf), італійською мовою вперше перекладений у 1563 році (Basel: Froben), англійською двічі — у 1927 і 1950 (останнє видання за редакцією Герберта Кларка Гувера та Луі Генрі Гувера), чеською — 1933 р. (Praga, переклад: Bohuslav Jezek-старший, Bohuslav Jezek-молодший, Josef Hunmel), російською — у 1962 та 1986 роках (за редакцією С. В. Шухардіна), польською — у 2000 р. (Jelenia Gora: Muzeum Karkonoskie, переклад — Karina Kurkova), українською — у 2014 і 2023 рр. (видання двома книгами, переклад і редакція В. С. Білецького та Г. І. Гайка).
Проведення якісної розвідки руд, апробації їх якості і оцінка перспективності видобутку, вдосконалення технологічних аспектів металургійної справи за внеском Аґріколи поклали основу для стрімкого розвитку монетної справи та грошового ринку німецьких земель у добу Феодалізму.
При цьому треба зауважити, що різні видавці далеко не завжди зберігали повноту та структуру твору «De Re Metallica», інших праць Ґ. Аґріколи, які видавалися в пізніші часи. Іноді друкувалися окремі глави, іноді — компілятивні роботи на основі праць Аґріколи, їх коментарі.
Основні праці
- Bermannus sive de re metallica, Basel 1530 (Digitalisat) und Paris 1541 (mit einem Vorwort von Erasmus)
- «Про походження і причини підземних речовин» («De ortu el causis subterraneorum», Базель, 1544)[7],
- «Про природу того, що витікає із землі» («De natura eorum quae efflunt ex terra», Базель, 1546),
- «Про природу корисних копалин» («De natura fossilium», Базель, 1546),
- «Про нові і старі метали» («De veterbus et novis metallis», Базель, 1546),
- «Про старі й нові рудники» (De veteribus et novis metallis libri duo, Базель 1546)
- «Про походження того, що знаходиться під землею» («De animantibus subterraneis», Базель, 1549),
- «Про гірничу справу і металургію» в 12 кн. (1550, надрук. 1556) (De Re Metallica) — була протягом двох віків посібником з гірничої справи і металургії — Georgius Agricola: De re metallica libri XII. Basel 1556 (Digitalisat der 2. Ausgabe 1561).

Інші праці:
Книга Аґріколи «Про підземні істоти» (Базель, 1548 р.) залишається найбільш суперечливою в творчості вченого, оскільки ототожнює містичних духів землі та гір з реальними істотами. Аґрікола, відповідаючи критикам шахтарських вірувань, зазначав: «Смійтеся скільки завгодно, ваші розсудливі доводи не знищать наших гірських духів, яких ми знаємо за досвідом».
1530 р. вийшла перша книга Аґріколи «Берманнус, або діалог про гірничу справу», де у літературній формі платонівської школи був виписаний цікавий діалог між знавцем гірничорудної справи Берманнусом та його друзями, міським лікарем Санкт-Йоахімшталя Яном Невієм і міським лікарем Аннаберга Миколою Анконом. Книга розкриває історію становлення потужних видобувних центрів Рудних Гір, закладає основи мінералогії й геології, стисло торкається техніки гірничих підприємств. Тут Аґрікола вперше розкриває системне бачення гірничої справи, в основі якої синтеза філософсько-історичних даних, природничих умов і гірничих технологій. Високо оцінив книгу Аґріколи нідерландський учений, письменник і богослов Еразм Ротердамський, який пророчо передбачив долю автора: «У найближчому майбутньому він буде на першому місці серед великих учених».
1533 р. Г. Аґрікола розпочав роботу над фундаментальною працею «De Re Metallica» («Про гірничу справу»), яка була завершена 1550 р. і за шість років вийшла друком у швейцарському Базелі в славетному видавництві Фробен (на жаль, вже після смерті автора у 1555 р.).
Протягом 17 років було надруковано дев'ять книг Аґріколи з царини мінералогії, геології, гірництва, витоплення металів. Зокрема, праця «Про природу копалин» (1546 р.) заклала підвалини мінералогічної науки й стала базисом для подальшого наукового розвитку мінералогії. Тут розглянуто спроби систематизації мінералів і гірських порід, розкрито знання античних і середньовічних вчених, подана оригінальна класифікація Аґріколи, якою користувалися майже два століття поспіль. Описано геологічні процеси утворення гірських порід і форми їх залягання в надрах.
Книгу «Про старі й нові рудники», яка також вийшла 1546 р., можна вважати першою спробою написання історії гірництва. Праця значною мірою спиралася на численні свідчення античних авторів.
Важко переоцінити значення книги «Про гірничу справу» для розвитку гірничих промислів і гірничої науки. Вже 1557 р. вийшло її німецькомовне видання, а невдовзі книга була перекладена французькою й багатьма іншими мовами країн Європи. Протягом майже двох сторіч праця Аґріколи залишалася найкращим практичним посібником для гірників Європи та Іспанської Америки. Багато що в «De re Metallica» було викладено вперше, зокрема системне дослідження технологічних процесів
гірництва та металургії, а також дотичних сфер діяльності – розвідки корисних копалин, маркшейдерії, збагачення руд тощо. Імовірно вперше тут порушено питання піклування про природниче середовище, зокрема означені проблеми винищення лісів (на деревне вугілля), забруднення річок і струмків під час збагачення (промивання) руд, отруєння повітря при застосуванні вогневого способу руйнування порід. Торкається Аґрікола й питань охорони праці, дає численні поради, як запобігти травм і
професійних хвороб. Перший розділ праці Аґріколи пронизано філософським осмисленням гірничої діяльності, християнською й гуманістичною турботою за долю гірника; стверджується нетипова для жорстокого XVI ст. думка: «Не може бути достойного відшкодування за смерть або каліцтво».

## Праці Аґріколи в Україні

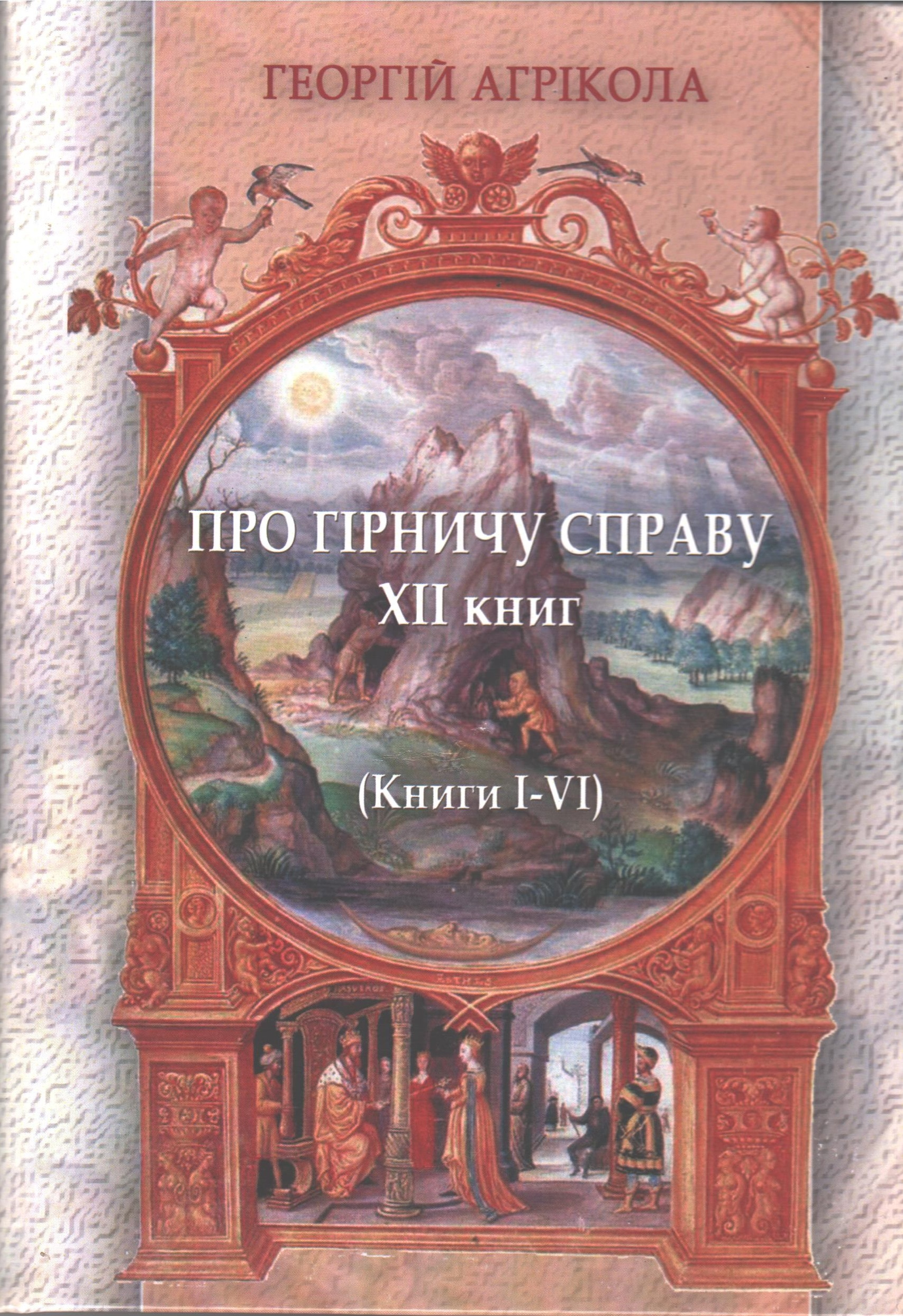
«De Re Metallica» Український переклад

Перша сторінка книги Георга Аґріколи «Gespräch vom Bergwesen» («Бесіда про гірничу справу»). Додаток Йогана Ґотліба Штьора. Видання 1778 року.

В Україні спроби опрацювання гірничо-металургійних праць Аґріколи відомі на початку ХХ ст. У 1908 р. у Львові накладом Політехнічного товариства вийшла 48-сторінкова брошура інженера Фелікса Пестрака, яка коротко знайомила читача з книгою «De Re Metallica». Оригінальні видання праць Ґ. Аґріколи в латинській, німецькій, інших мовах — велика бібліографічна рідкість майже недоступна для українського дослідника на теренах нашої країни. Окремі видання є в бібліотеках Львова, Києва, Дніпропетровська. В той же час, у гірничих регіонах — на Донбасі і Криворіжжі, де формування бібліотечних фондів має не таку давню історію, оригінальні видання Ґ. Аґріколи відсутні.
Така ситуація спонукала редакцію «Української гірничої енциклопедії» і Донецьке відділення Наукового Товариства імені Шевченка до підготовки і видання перекладних та факсимільних текстів видатного європейського вченого XVI ст. Ґеорґіуса Аґріколи, які були б доступнішими безпосередньо для дослідників, студентів, викладачів.
У 2006 р. редакцією «Гірничої енциклопедії» та Донецьким відділенням НТШ на кошти В. С. Білецького і за сприяння Богдана Якимовича (Львів) підготовлене і випущене факсимільне німецькомовне видання 1778 року. Це компілятивна праця, складена з доробку Ґ. Аґріколи (42 глави) і названого в німецькому перекладі з латинської як «Gespräch vom Bergwesen» («Бесіда про гірничу справу»), та пізнішого додатка Йогана Ґотліба Штьора, який головним чином торкається переробки руд.
У Національному гірничому університеті (м. Дніпропетровськ) з початку XXI ст. зберігається основна праця Ґеорґіуса Аґріколи «De Re Metallica» 1556 року, подарована Фрайберзькою гірничою академією.
Праці Г. Аґріколи й до сьогодні не тільки зберігають свою пізнавальну (в галузі природничих наук) та історичну цінність, але і просякнуті ідеями гуманізму, міжнародної співпраці, є видатними пам'ятками у світовій історії давнього гірництва та металургії. Станом на грудень 2013 р. у редакції «Гірничої енциклопедії» тривала робота над першим українським перекладом фундаментальної праці Ґ. Аґріколи «Про гірничу справу та металургію» (De Re Metallica).
Перші шість розділів (книг) вийшли друком в українському перекладі у 2014 р. (видавництво «Східний видавничий дім», Донецьк, переклад і редакція — В. С. Білецького та Г. І. Гайко).
Заключні шість розділів (книг) вийшли друком в українському перекладі у 2023 р.(видавництво Новий Світ-2000, Львів, переклад і редакція — тих же науковців

## Відомі люди про Аґріколу
- Ґете писав про Аґріколу: «Він розгадував таємниці гір, володів гірничим мистецтвом, відкривав важливі корисні копа-лини, вивчав, обробляв і очищав їх, роблячи корисними для людських потреб. Дотепер ми захоплюємось його творами, де сконцентровані усі старі й нові знання з гірництва та металургії. Ці твори залишені нам як чудовий дарунок».

## Відзнаки
На честь Аґріколи названо гірський хребет на Місяці (гори Аґріколи).
1955 у Німецькій Демократичній Республіці вийшла поштова марка з його зображенням.
1995 Вища технічна школа (нім. Fachhochschule) у м. Бохумі (земля Північний Рейн-Вестфалія) перейменована на честь ученого: «Вища технічна школа Георга Агріколи» (нім. Technische Hochschule Georg Agricola).